# Ꞹ̱
Cette page contient des caractères spéciaux ou non latins. S’ils s’affichent mal (▯, ?, etc.), consultez la page d’aide Unicode.
La lettre U barré diagonalement macron souscrit ou U barré macron souscrit, Ꞹ̱ (minuscule ꞹ̱), est une lettre utilisée dans l’écriture du mazahua.

## Usage
Le U barré diagonalement macron souscrit est utilisé dans l’orthographe mazahua de 1989, dans lequel il représente une voyelle gutturale nasale transcrite ‹ ï̱ › dans la proposition d’orthographe de 2015 et ‹ í › dans celle de 2018.

## Représentations informatiques
Le u barré diagonalement macron souscrit peut être représenté avec les caractères Unicode suivants :
| formes    | représentations | chaînes de caractères | points de code | descriptions                                                               |
| --------- | --------------- | --------------------- | -------------- | -------------------------------------------------------------------------- |
| capitale  | Ꞹ̱               | Ꞹ◌̱                    | U+A7B8 U+0331  | lettre majuscule latine u barré diagonalement diacritique macron souscrit  |
| minuscule | ꞹ̱               | ꞹ◌̱                    | U+A7B9 U+0331  | lettre minjuscule latine u barré diagonalement diacritique macron souscrit |